# KABA
Język haseł przedmiotowych KABA (Katalogów Automatycznych Bibliotek Akademickich) – język informacyjno-wyszukiwawczy prezentowany w formie kartoteki wzorcowej, używany w polskich bibliotekach.
KABA jest językiem, obejmującym zbiór haseł przedmiotowych oraz reguły ich tworzenia, w tym budowy kategorii i podkategorii (wtedy określa się reguły podrzędności i nadrzędności). Ten język katalogów bibliotecznych jest spójny z językiem Biblioteki Kongresu i innymi czołowymi bibliotekami na świecie. Hasłami przedmiotowymi mogą być np. nazwy pospolite (Fizyka ciała stałego, Geologia, Węgiel brunatny); nazwy geograficzne (Polska, Wisła (rzeka), Azja); nazwy ciał zbiorowych (organizacji, instytucji, szkół, urzędów); nazwy osobowe (Staszic Stanisław, Einstein Albert); nazwy imprez (konferencji, sympozjów, targów, wystaw). Jego zaletą jest szybkie przyporządkowanie danej pozycji bibliotecznej (książki, płyty CD itp.) do danej kategorii, problemem natomiast zbytnie uszczegółowienie kategorii.